# بيتر كين (رسام)
بيتر كين (بالإنجليزية: Peter Cain)‏ هو رسام أمريكي، ولد في 1959، وتوفي في 5 يناير 1997.